# Biografielijst Ki

## Kia
- Julien Kialunda (1940-1987), Congolees voetballer
- Claude Kiambe (2003), Nederlands zanger

## Kib
- Mwai Kibaki (1931-2022), Keniaans president
- Oskars Ķibermanis (1993), Lets bobsleeër
- Duncan Kibet (1978), Keniaans atleet
- Hilda Kibet (1984), Keniaans-Nederlands atlete
- Luke Kibet (1973), Keniaans atleet
- Luke Kibet (1983), Keniaans atleet
- Sammy Kibet (1982), Keniaans atleet
- Sylvia Kibet (1984), Keniaans atlete
- Wilson Kibet (1972), Keniaans atleet
- Francis Kibiwott Larabal (1978), Keniaans atleet
- Drew Kibler (2000), Amerikaans zwemmer

## Kic

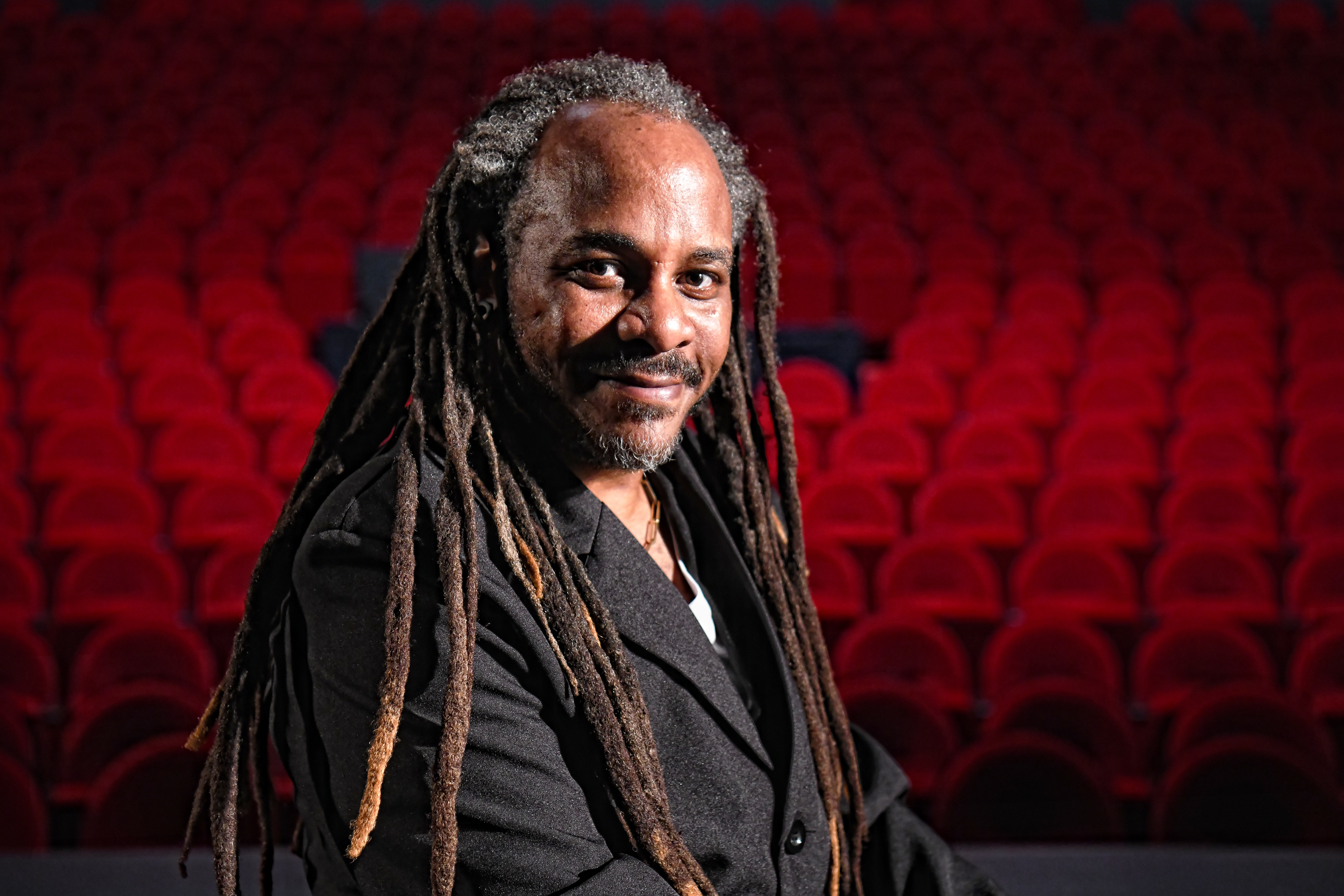
Marlon Kicken

- Hubert Kicken (1921-1994), Nederlands accordeonist, docent, componist, arrangeur, dirigent en auteur
- Marlon Kicken (1973), Nederlands komiek

## Kid
- Billy the Kid (1859-1881), Amerikaans crimineel
- Etalemahu Kidane (1983), Ethiopisch atlete
- Werknesh Kidane (1981), Ethiopisch atlete
- Margot Kidder (1948-2018), Canadees-Amerikaans actrice
- Pim Kiderlen (1868-1931), Nederlands wielrenner
- Nicole Kidman (1967), Amerikaans actrice
- Glen Kidston (1899-1931), Brits piloot en autocoureur

## Kie
- Cor Kieboom (1901-1982), Nederlands sportbestuurder
- Nicolas Kiefer (1977), Duits tennisser
- Charles Kieffer (1910-1975), Amerikaans roeier
- Wim Kieft (1962), Nederlands voetballer
- Maikel Kieftenbeld (1990), Nederlands voetballer
- Israël Kiek (1811-1899), Nederlands fotograaf
- Wim Kiekens (1968), Belgisch voetballer
- Friedrich-Wilhelm Kiel (1934-2022), Duits politicus
- Richard Kiel (1939-2014), Amerikaans acteur
- Kitty Kielland (1843-1914), Noors kunstschilder
- Johannes Kielstra (1878-1951), Nederlands hoogleraar, politicus en diplomaat
- Mark Kiely, Amerikaans acteur
- Job Kienhuis (1989), Nederlands zwemmer
- Aniel Kienno (1971-2020), Nederlands organisator en producent
- Jan Kiepura (1902-1966), Pools zanger
- Udo Kier (1944), Duits acteur
- Peter Kierkegaard (1805-1888), Deens theoloog en politicus
- Søren Kierkegaard (1813-1855), Deens theoloog en filosoof
- Ko Kiers (1930-2006), Nederlands politicus en ondernemer
- Roelof Kiers (1938-1994), Nederlands televisiemaker en omroepdirecteur
- Harry Kies (1953-2020), Nederlandse cabaretimpresario
- Robert Kiesel (1911-1993), Amerikaans atleet
- Knut Kiesewetter (1941-2016), Duits musicus
- Kurt Georg Kiesinger (1904-1988), Duits premier (1966-1969)
- Ebbing Kíestra (1913-1999), Nederlands architect
- Jean-Baptiste Kiéthéga (1947), Burkinees archeoloog en geschiedkundige
- Kees Kievit (1931-2020), Nederlands zwemmer

## Kif
- Yonas Kifle (1977), Eritrees atleet

## Kig
- Wilfred Kigen (1975), Keniaans atleet
- Lenore Kight (1911-2000), Amerikaans zwemster

## Kih
- Rika Kihira (2002), Japans kunstschaatsster

## Kik
- Gary Kikaya (1980), Congolees atleet
- Jan Kikkert (1930-2017), Nederlands leraar, reisleider en geschiedkundige
- Pieter Kikkert (1892-1942), Nederlands bestuurder in Suriname
- Rinko Kikuchi (1981), Japans actrice
- Yoshio Kikugawa (1944-2022), Japans voetballer

## Kil
- Robbe Kil (1994), Belgisch voetballer
- Seppe Kil (1993), Belgisch voetballer
- Melanie Kilburn (1956), Brits actrice
- Jack Kilby (1923-2005), Amerikaans natuurkundige en uitvinder
- Aleksander Aamodt Kilde (1992), Noors alpineskiër
- Lindsey Kildow (1984), Amerikaans alpineskiester
- Kagiso Kilego (1983), Botswaans atleet
- Cornelius Kiliaan (1530-1607), Belgisch-Vlaams taalgeleerde en dichter
- Edgar Ray Killen (1925-2018), Amerikaans zaagmolenwerker, predikant en crimineel
- Klára Killermann (1929-2012), Hongaars zwemster
- Johanne Killi (1997), Noors freestyleskiër
- Anne Killigrew (1660-1685), Brits dichteres en kunstschilder
- Thomas Killigrew (1612-1683), Brits toneelschrijver en theaterdirecteur
- Frans Killinger (1876-1936), Hongaars militair die coup pleegde in Suriname
- Kara Killmer (1988), Amerikaans actrice
- Val Kilmer (1959-2025), Amerikaans acteur
- Lemmy Kilmister (1945-2015) (Ian Kilmister), Brits zanger en bassist
- Kevin Kilner (1958), Amerikaans acteur
- Patrick Kilpatrick (1949), Amerikaans acteur en filmproducent, filmregisseur en scenarioschrijver
- Jan van Kilsdonk (1917-2008), Nederlands jezuïet, theoloog en pastor
- Peter Kilsdonk (1954), Nederlands architect, ontwerper van stations
- Richard Kilty (1989), Brits atleet

## Kim

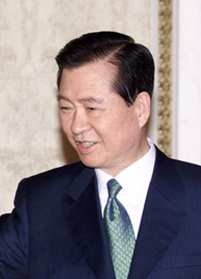
Kim Dae-jung

- Chloe Kim (2000), Amerikaans snowboardster
- Kevin Kim (1978), Amerikaans tennisser
- Sandra Kim (1972), Belgisch zangeres
- Kim Dae-jung (1925-2009), Zuid-Koreaans politicus
- Kim Hyung-chil (1959-2006), Zuid-Koreaans ruiter
- Kim Il-sung (1912-1994), dictator van Noord-Korea (1948-1994)
- Kim Jin-yong (1982), Zuid-Koreaans voetballer
- Kim Jong-hyeok (1983), Zuid-Koreaans voetbalscheidsrechter
- Kim Jong Chu (1920-2021), Noord-Koreaans politicus
- Kim Jong-il (1942-2011), Noord-Koreaans dictator
- Kim Jong-nam (1971-2017), Noord-Koreaans lid van de presidentiële familie
- Kim Jong-un (1984), Noord-Koreaans dictator
- Kim Ju-sik (1992), Noord-Koreaans kunstschaatser
- Kim Nam-il (1977), Zuid-Koreaans voetballer
- Kim Sae-ron (2000-2025), Zuid-Koreaans actrice
- Kim Sun-joo (1985), Zuid-Koreaans alpineskiester
- Edwin Kangogo Kimaiyo (1986), Keniaans atleet
- Hellen Kimaiyo (1968), Keniaans atlete
- Bobby Kimball (1947), Amerikaans zanger
- Charlie Kimball (1985), Amerikaans autocoureur
- Charles Kimbrough (1936-2023), Amerikaans acteur
- Dennis Kimetto (1984), Keniaans atleet
- Kenji Kimihara (1941), Japans atleet
- Emma Kimiläinen (1989), Fins autocoureur
- Husband Kimmel (1882-1968), Amerikaans admiraal
- Baruch Kimmerling (1939-2007), Israëlisch socioloog, politicoloog en historicus
- Kenneth Kimmins (1941), Amerikaans acteur
- Reimond Kimpe (1885-1970), Belgisch-Nederlands kunstschilder en Vlaams activist
- Iori Kimura (1999), Japans-Russisch autocoureur
- Benjamin Kimutai (1971), Keniaans atleet
- Hellen Kimutai (1977), Keniaans atleet
- Kennedy Kimutai (1990), Keniaans atleet
- Marius Kimutai (1992), Keniaans atleet

## Kin

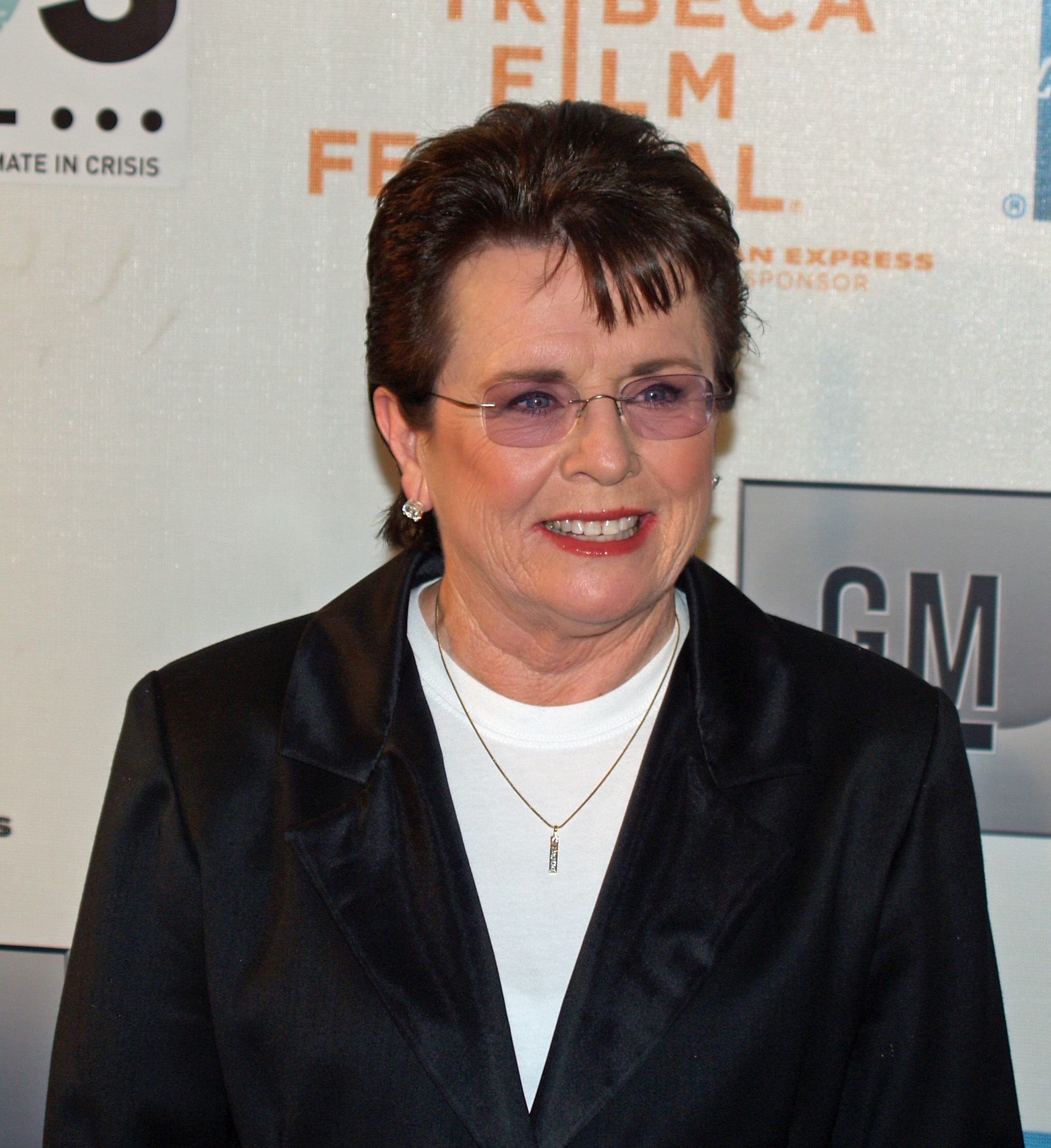
Billie Jean King
foto: David Shankbone

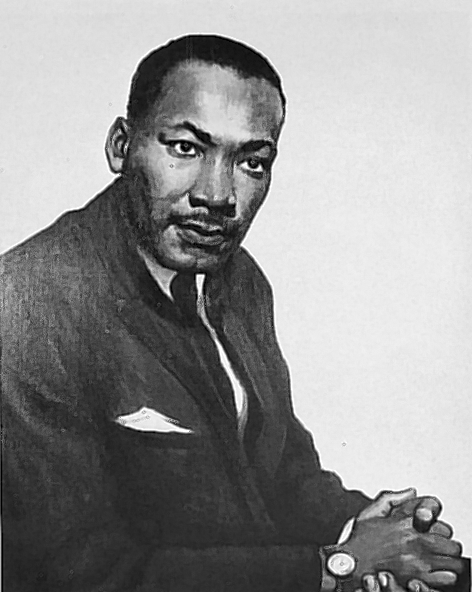
Martin Luther King

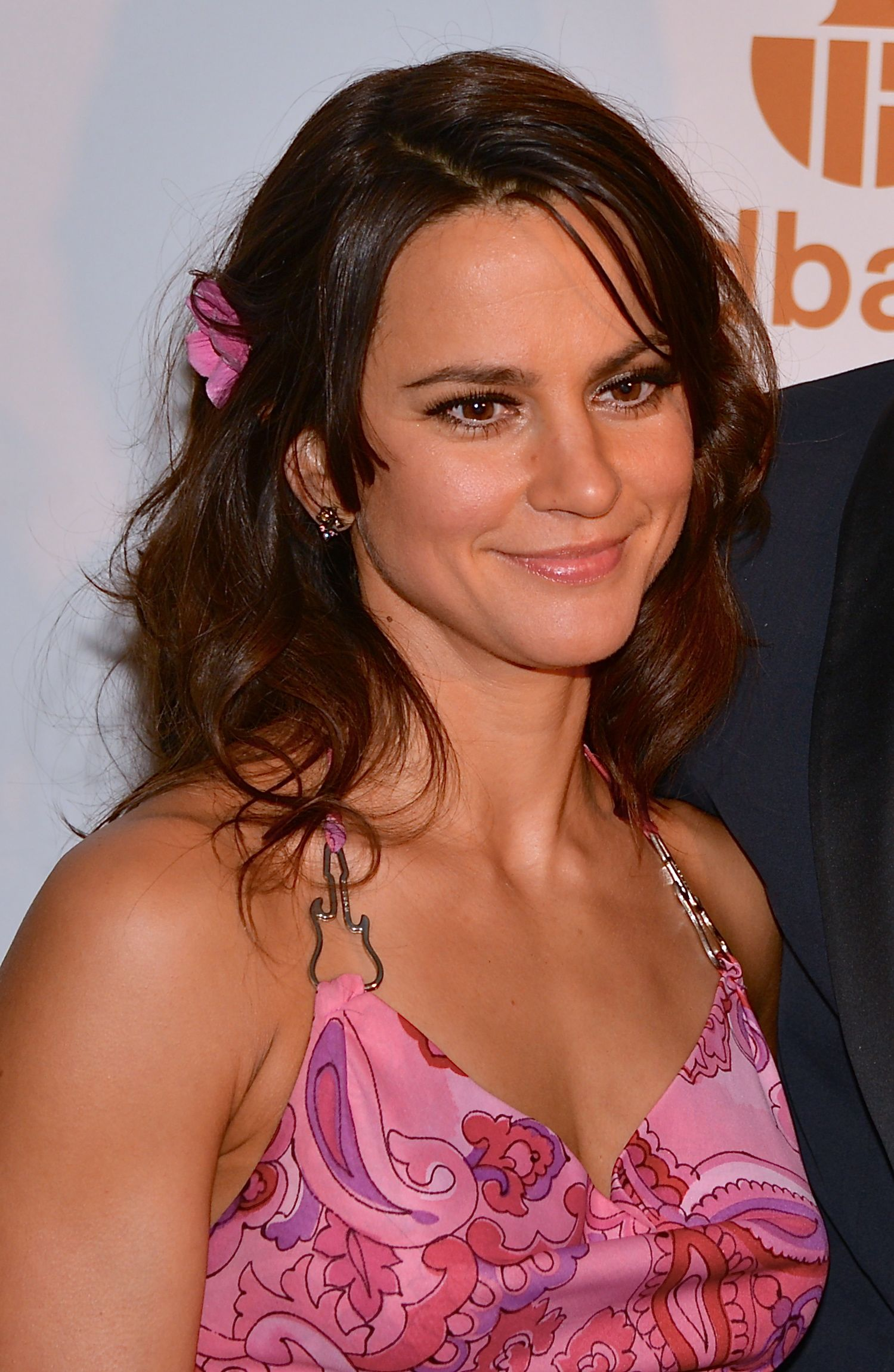
Melinda Kinnaman, 2013

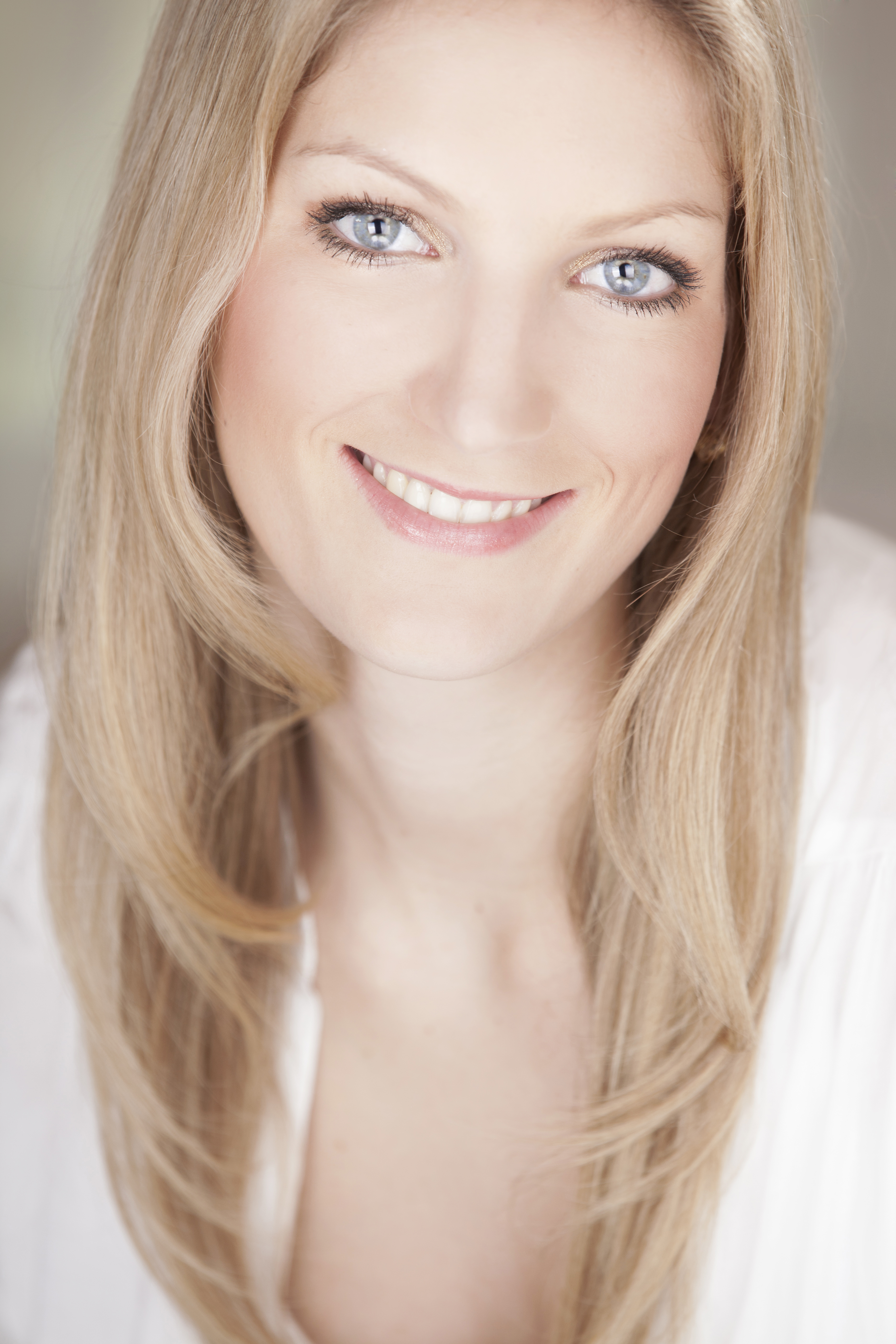
Daria Kinzer

- Anatolij Kinach (1954), Oekraïens politicus
- Marc Kinchen (1972), Amerikaanse houseproducer
- Richard Kind (1956), Amerikaans acteur
- Richard Kind (1985), Nederlands golfer
- Per-Olov Kindgren (1956), Zweeds muzikant, componist en muziekleraar
- Adilson Kindlemann (1973), Braziliaans piloot
- Els Kindt (1971), Belgisch politica
- Gabriël Kindt (1943), Belgisch politicus
- Ove Kindvall (1943-2025), Zweeds voetballer
- Nina Kinert (1983), Zweeds singer-songwriter
- Alexander King (1909-2007), Brits wetenschapper en diplomaat
- B. B. King (1925), Amerikaans bluesgitarist
- Ben E. King (1938-2015), Amerikaans zanger
- Billie Jean King (1943), Amerikaans tennisster
- Cammie King (1934-2010), Amerikaans actrice
- Coretta Scott King (1927-2006), Amerikaans activiste, vrouw van Martin Luther King
- Don King (1931), Amerikaans bokspromotor
- Erik King (1963), Amerikaans acteur
- Hunter King (1993), Amerikaans actrice
- Inge King (1918), Australisch beeldhouwster
- Jeffrey King, Amerikaans acteur
- Jordan King (1994), Brits autocoureur
- Kyla King (1983), Nederlands fotomodel en pornoactrice
- Larry King (1933-2021), Amerikaans radio- en televisiepresentator
- Leslie Lynch King sr. (1884-1941), de natuurlijke vader van de Amerikaanse president Gerald Ford
- Lilly King (1997), Amerikaans zwemster
- Mark King (1958), Brits bassist en zanger
- Mark King (1974), Engels snookerspeler
- Martin Luther King (1929-1968), Amerikaans burgerrechtenactivist
- Mervyn King (1966), Engels darter
- Phillip King (1934-2021), Brits beeldhouwer
- Robert Wade King (1906-1965), Amerikaans atleet
- Roger King (1944-2007), Amerikaans televisieproducent
- Stephen King (1947), Amerikaanse schrijver
- Ted King (1965), Amerikaans acteur
- Roger Kingdom (1962), Amerikaans atleet
- Viktor Kingissepp (1888-1922), Estisch communistisch politicus
- Hylke Jans Kingma (1708-1782), Nederlands schippe1r, reder, fabrikant en koopman
- Jitske Kingma (1959), Nederlands-Fries schrijfster
- Mikaël Kingsbury (1992), Canadees freestyleskiër
- Ben Kingsley (1943), Brits acteur
- Alex Kingston (1963), Brits actrice
- Dylan Kingwell (2004), Canadees acteur
- Gustav Kinn (1895-1978), Zweeds atleet
- Melinda Kinnaman (1971), Zweeds actrice
- Joseph Patrick (Joe) Kinnear (1946-2024), Iers voetballer en voetbaltrainer
- William Kinnear (1880-1974), Brits roeier
- Irene Kinnegim (1975), Nederlands triatlete en atlete
- Andre Kinney (1989), Amerikaans acteur
- Terry Kinney (1954), Amerikaans acteur, filmproducent, filmregisseur ,toneelacteur en toneelregisseur
- Neil Kinnock (1942), Brits politicus
- Kimmo Kinnunen (1968), Fins atleet
- Koshiki Kinoshita (1989), Japans muzikant
- Jan Hendrik van Kinsbergen (1735-1819), Nederlands zeeofficier
- Tony Kinsey (1927-2025), Brits jazzmuzikant
- Klaus Kinski (1926-1991), Duits acteur
- Brent en Shane Kinsman (1997), Amerikaans tweeling acteurs
- Cor Kint (1920-2002), Nederlands zwemster
- Roman Kintanar (1929-2007), Filipijns meteoroloog
- Nastassja Kinski (1961), Duits actrice
- Raymond Kintziger (1922-2010), Belgisch atleet
- Teinosuke Kinugasa (1896-1982), Japans filmregisseur
- Geoffrey Kinyua (1970), Keniaans atleet
- Daria Kinzer (1988), Kroatisch zangeres

## Kip
- Eliud Kipchoge (1984), Keniaans atleet
- Mariko Kipchumba (1975), Keniaans atleet
- Marzena Kipiel-Sztuka (1965-2024), Pools actrice
- Kenneth Kipkemoi (1984), Keniaans atleet
- Nicholas Kipkemboi (1986), Keniaans atleet
- Alfred Kipketer (1996), Keniaans atleet
- Valentine Kipketer (1993), Keniaans atlete
- Wilson Kipketer (1972), Keniaans-Deens atleet
- Wilson Boit Kipketer (1973), Keniaans atleet
- Raymond Kipkoech (1975), Keniaans atleet
- Edna Kiplagat (1979), Keniaans atlete
- Evans Kiplagat Chebet (1988), Keniaans atleet
- Florence Kiplagat (1987), Keniaans atlete
- Lornah Kiplagat (1974), Keniaans-Nederlands atlete
- Peter Kiplagat Chebet (1982), Keniaans atleet
- William Kiplagat (1972), Keniaans atleet
- Jacob Kiplimo (2000), Oegandees atleet
- Rudyard Kipling (1865-1936), Brits schrijver
- Tom Kipp (1968), Amerikaans motorcoureur
- Martin Kippenberger (1953-1997), Duits beeldhouwer, fotograaf, kunstenaar, kunstschilder en tekenaar
- József Kiprich (1963), Hongaars voetballer en voetbaltrainer
- John Kiprono (1968), Keniaans atleet
- Josephat Kiprono (1973), Keniaans atleet
- Asbel Kiprop (1989), Keniaans atleet
- Francis Kiprop (1982), Keniaans atleet
- Fred Kiprop (1974), Keniaans atleet
- Richard Kiprop (1989), Keniaans atleet
- Peter Kiprotich (1979-2011), Keniaans atleet
- Stephen Kiprotich (1989), Oegandees atleet
- Brimin Kipruto (1985), Keniaans atleet
- Sammy Kipruto (1978), Keniaans atleet
- Vincent Kipruto (1987), Keniaans atleet
- Sharon Kips (1983), Nederlands (gospel)zangeres
- Abel Kipsang (1996), Keniaans atleet
- Salim Kipsang (1979), Keniaans atleet
- William Kipsang (1977), Keniaans atleet
- Wilson Kipsang (1982), Keniaans atleet
- Marius Kipserem (1988), Keniaans atleet
- Moses Kipsiro (1986), Oegandees atleet
- Vincent Kipsos (1976), Keniaans atleet
- David Kiptanui (1978), Keniaans atleet
- Eliud Kiptanui (1989), Keniaans atleet
- Moses Kiptanui (1970), Keniaans atleet
- Benjamin Kiptoo (1979), Keniaans atleet
- Edwin Kiptoo (1993), Keniaans atleet
- Mark Kiptoo (1976), Keniaans atleet
- Abraham Kiptum (1989), Keniaans atleet
- Daniel Kiptum (1978), Keniaans atleet
- Kelvin Kiptum (1999-2024), Keniaans atleet
- Bernard Kipyego (1986), Keniaans atleet
- Sally Kipyego (1985), Keniaans atlete
- Faith Chepngetich Kipyegon (1994), Keniaans atlete

## Kir

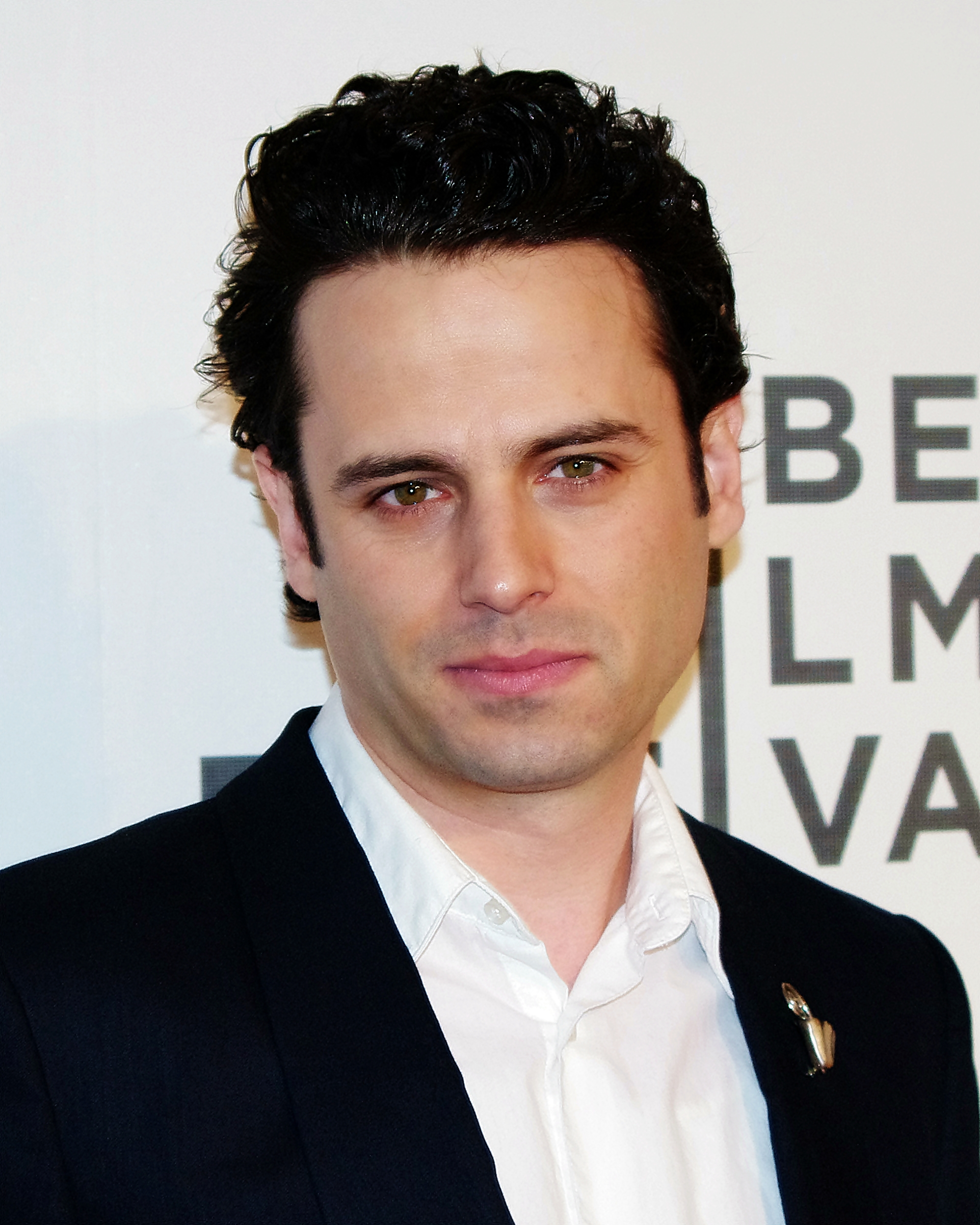
Luke Kirby, 2012

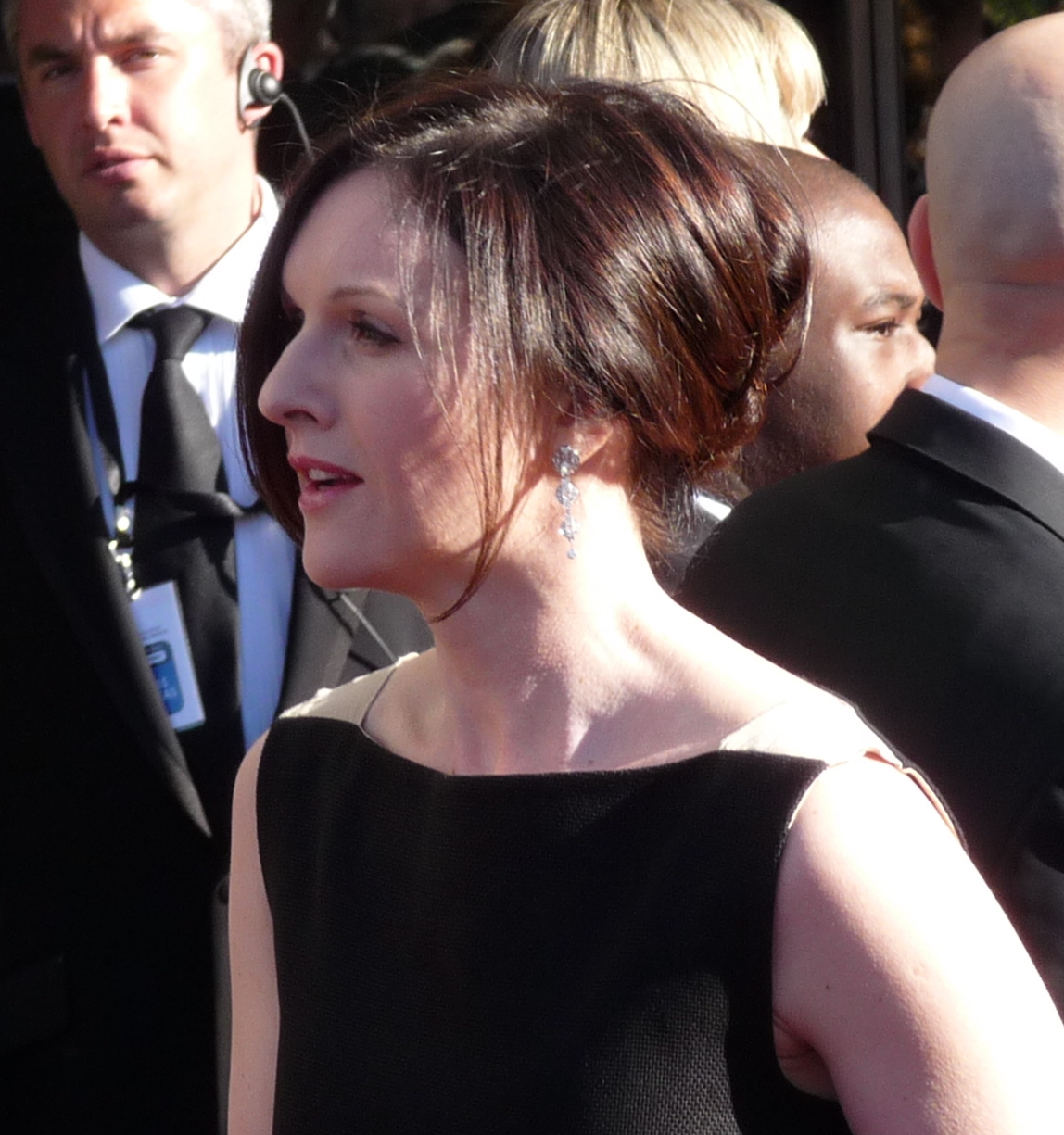
Dervla Kirwan, 2009

- Arttu Kiramo (1990), Fins freestyleskiër
- Murat Kırbaçoğlu (1980), Turks-Nederlands programmamaker en regisseur
- Gerard Kirberger (1869-1951), Nederlands jurist
- Bruno Kirby (1949-2006), Amerikaans acteur
- Kathy Kirby (1940-2011), Brits zangeres
- Luke Kirby (1978), Canadees acteur
- Kim Kirchen (1978), Luxemburgs wielrenner
- Michaela Kirchgasser (1985), Oostenrijks alpineskiester
- Marvin Kirchhöfer (1994), Duits autocoureur
- Gustav Kirchhoff (1824-1887), Duits natuurkundige
- Ulrich Kirchhoff (1967), Duits/Oekraïens ruiter
- Cristina Kirchner (1953), Argentijns advocate, presidentsvrouw en politica (o.a. president)
- Ernst Ludwig Kirchner (1880-1938), Duits kunstschilder
- Michael Kirchner  (1957-2021), Amerikaans professioneel worstelaar
- Néstor Kirchner (1950-2010), Argentijns advocaat en politicus (o.a. president)
- Paul Kirchner (1952), Amerikaans illustrator en (strip)auteur
- Rudolf Kirchschläger (1915-2000), president van Oostenrijk (1974-1986)
- Sergej Kirdjapkin (1980), Russisch atleet
- Sandra Kiriasis (1975), Duits bobsleester
- Nick Kiriazis (1969), Amerikaans acteur
- Andrej Pavlovitsj Kirilenko (1906-1990), Sovjet-Russisch politicus
- Kirill Vladimirovitsj van Rusland (1876-1938), zoon van tsaar Alexander II
- John Kirk (1832-1922), Schots ontdekkingsreiziger
- Séamus Kirk (1945), Iers politicus
- Kirka (1950-2007), Fins zanger (Kiril Babitzin)
- Gediminas Kirkilas (1951-2024), Litouws politicus; president (2006-2008)
- Lane Kirkland (1922-1999), Amerikaans vakbondsleider
- Maria Kirkova (1986), Bulgaars alpineskiester
- Jeane Kirkpatrick (1926-2006), Amerikaans politicologe, politica en diplomate
- Morris Kirksey (1895-1981), Amerikaans atleet
- Kyle Kirkwood (1998), Amerikaans autocoureur
- Helena Kirop (1976), Keniaans atlete
- Paul Kiroul (1873-1937), Belgisch schrijver, pseudoniem van Edward Peeters
- Sergej Kirov (1886-1934), Russisch politicus
- Jana Kirpitsjenko (1996), Russisch langlaufster
- Urmas Kirs (1966), Estisch voetballer en voetbaltrainer
- Siegfried Kirschen (1943-2024), (Oost-)Duits voetbalscheidsrechter
- Bob Kirsh (1962), Amerikaans acteur, filmproducent en scenarioschrijver
- Ulf Kirsten (1965), Duits voetballer
- Abel Kirui (1982), Keniaans atleet
- Paul Kirui (1980), Keniaans atleet
- Eunice Kirwa (1984), Keniaans/Bahreins atlete
- Sylvester Kirwa (1972), Keniaans voetbalscheidsrechter
- Dervla Kirwan (1971), Iers actrice

## Kis
- Gergő Kis (1988), Hongaars zwemmer
- Tomislav Kiš (1994), Kroatisch voetballer
- Vladimir Kiseljev (1957-2021), Sovjet-Russisch atleet
- Ephraim Kishon (1924-2005), Israëlisch satiricus, journalist, schrijver en filmregisseur
- Yuri Kisil (1995), Canadees zwemmer
- Maria Kisito (1964), Rwandese non, veroordeeld voor genocide
- Michael Kiske (1968), Duits zanger
- Sebastian Kislinger (1988), Oostenrijks snowboarder
- Gábor Kismarty-Lechner (1976), Hongaars autocoureur
- Harry Kisoensingh (1954-2008), Surinaams politicus
- Radjen Kisoensingh (1959), Surinaamse politicus, diplomaat, schrijver en ondernemer
- Peter Kisner (1944), Nederlands wielrenner
- Tamás Pál Kiss (1991), Hongaars autocoureur
- Henry Kissinger (1923-2023), Amerikaans politicoloog, diplomaat, politicus en Nobelprijswinnaar
- Jorge Kissling (1940-1968), Argentijns motor- en autocoureur
- Helma Kissner (1923), SS-medewerkster in kamp Auschwitz
- Jeremy James Kissner (1985), Amerikaans acteur
- Anne Willem (Wim) Kist (1915-2005), Nederlands jurist en theoloog
- A.W. Kist (1945), Nederlands topambtenaar
- Christian Kist (1986), Nederlands darter
- Ewald Kist (1944), Nederlands hockeyer en bankier
- Florentius Cornelis Kist (1796-1863), Nederlands arts en musicoloog
- Florentius Cornelis Kist (1909-1995), Nederlands jurist
- Florentinus Willem (Floor) Kist (1935), Nederlands cabaretier en diplomaat
- Gerrit Kist (?), Zaanse smid
- Herman Jacob Kist (1836-1912), Nederlands jurist en politicus
- Herman Jacob Kist (1875-1945), Nederlands griffier
- Joost Gerard Kist (1822-1897), Nederlands rechter
- Kees Kist (1952), Nederlands voetballer
- Nicolaas Christiaan Kist (1867-1941), Nederlands ingenieur
- Henk Kistemaker (1922-2003), Nederlander in dienst van de Waffen-SS.
- Jacob Kistemaker (1917-2010), Nederlands natuurkundige
- Johannes Kistemaker (1813-1883), Nederlands rooms-katholiek geestelijk
- Simon Kistemaker (1940-2021), Nederlands voetbaltrainer

## Kit
- Barys Kit (1910-2018), Amerikaans wetenschapper
- Hideki Kita (1952), Japans atleet
- Felipe Kitadai (1989), Braziliaans judoka
- Keiichi Kitagawa (1967), Japans motorcoureur
- Davidi Kitai (1979), Belgisch pokerspeler
- Kosuke Kitajima (1982), Japans zwemmer
- Takeshi Kitano (1947), Japans mediapersoonlijkheid, schrijver en filmregisseur
- Michael Kitchen (1948), Engels acteur
- Joël Kitenge (1987), Luxemburgs voetballer
- Meryame Kitir (1980), Belgisch politica
- Tengiz Kitovani (1938-2023), Georgisch politicus en militair
- Eartha Kitt (1927-2008), Amerikaans jazzzangeres
- Isolde Kittel (ca. 1962), Duits organiste
- Marcel Kittel (1988), Duits wielrenner
- Otto Kittel (1917-1945), Duits gevechtspiloot
- Rudolf Kittel (1853-1929), Duits luthers geleerde op het gebied van het Oude Testament
- Sonny Kittel (1993), Duits voetballer
- Joseph Kittinger (1928-2022), Amerikaans militair
- Erasmus Kittler (1852-1929), Duits natuurkundige en elektrotechnicus
- Timothy Kitum (1994), Keniaans atleet
- Sammy Kitwara (1986), Keniaans atleet

## Kiu
- Ang Kiukok (1931-2005), Filipijns kunstschilder

## Kiv
- Andrej Kivilev (1973-2003), Kazachs wielrenner
- Dominique Kivuvu (1987), Nederlands voetballer

## Kiw
- Benedicto Kiwanuka (1922-1972), Oegandees nationalistisch politicus
- Michael Kiwanuka (1988), Engels soulzanger

## Kiy
- Ryuichi Kiyonari (1982), Japans motorcoureur

## Kiz
- Erdal Kızılçay (1950), Turks musicus
- Erkut Kizilirmak (1969), Turks autocoureur
- Ivan Kizimov (1928), Sovjet-Russisch ruiter